# Canal de la Central (Sant Joan de les Abadesses)
El Canal de la Central és una obra de Sant Joan de les Abadesses (Ripollès) protegida com a Bé Cultural d'Interès Local.

## Descripció
El canal condueix l'aigua des de la resclosa, situada prop de la confluència del riu Ter i la riera d'Arçamala, dins l'edifici de la Central. El canal travessa el paratge conegut com l'Horta de Sant Joan. En aquest cas no està soterrat en cap dels seus 200 metres de llargada.

## Història
El Govern Civil de Girona va autoritat l'any 1896 l'aprofitament hidràulic a Patllari Comamala. L'any 1922 la fàbrica tèxtil J. Espona va adquirir l'aprofitament a la companyia “La Eléctrica de Ripoll”.
Al 1944 la resclosa i el canal es va reconstruir després que fos malmesa per l'aiguat de 1940.